# Tizoc (film)
Tizoc è un film del 1957 diretto da Ismael Rodríguez.

## Trama
La bella Maria arriva dalla città in un paesino di campagna dove piano piano si innamora dell'indigeno Tizoc.